# مگی استفنز
مگی استفنز (انگلیسی: Maggie Steffens؛ زادهٔ ۴ ژوئن ۱۹۹۳) بازیکن واترپلو اهل ایالات متحده آمریکا است.
وی در مسابقات کشوری و بین‌المللی در مجموع برندهٔ ۲۰ مدال طلا، ۱ مدال برنز شده‌است.